# Тройкино
Тройкино — деревня на юго-востоке Бежаницкого района Псковской области. Входит в состав сельского поселения Бежаницкая волость.
Расположена в 11 км к юго-востоку от райцентра Бежаницы, в 2 км от южного побережья озера Дубец.
Численность населения деревни составляет 15 жителей (2000 год).